# 총몽 (만화)
《총몽》(銃夢, GUNNM)은 기시로 유키토의 공상 과학 만화 시리즈이다. 원작은 1990년부터 1995년까지 슈에이샤의 《비즈니스 점프》에 연재되었고, 1993년에는 오리지널 비디오 애니메이션(OVA)로도 제작되었다. 원작 만화는 아홉 권으로 완결되었으나 2001년 후속편인 《총몽: 라스트 오더》가 나오면서 급하게 마무리지었던 결말을 바꾸고 새로운 이야기를 이어가게 되었다.
플레이스테이션용 게임으로 제작된 바도 있으며, 로버트 로드리게즈 감독에 의해 《알리타: 배틀 엔젤》이라는 제목으로 실사 영화화되어 2019년 개봉하였다.

## 줄거리
아득한 미래, 지상에서 이어진 파이프라인으로 하늘에 떠있는 공중도시 자렘 아래에는 자렘에서 버린 쓰레기더미로 살아가는 고철 마을이 있다. 자렘 바로 아래에는 자렘에서 버린 고철이 산을 이루고 있고, 고철 마을에서는 그것을 재생하여 이용하는 공업 문화가 유지되고 있었다. 이 세계는 제정신으로는 이해하기 힘들 정도로 진화된 사이버네틱스 기술 때문에 인체를 사이보그로 개조하는 것이 일반화되어 있는 곳이다.
어느 날, 쓸만한 고철을 찾고 있던 기계의학 전문가 ‘이드 다이스케’는 고철 산에서 머리와 가슴만 남은 사이보그 소녀를 발견한다. 그녀는 뇌가 비교적 양호하게 보존되어 있었고 이드는 집으로 돌아와 그녀를 소생하는 작업을 시작한다. 그녀는 이드의 의술로 의식을 되찾았지만 너무 오랜 휴면 상태 때문인지 이전의 기억을 모두 잃어버린 상태였다. 이드는 우선 그녀에게 죽은 그의 고양이 이름을 따 ‘갈리’라는 이름을 지어주고 새로운 몸을 주어 보살펴 주게 된다.
그런데 이드는 평소에 보여주는 온화한 사이보그 의사 모습과는 달리, 밤에는 범죄자를 잡아 상금을 받는 일을 하고 있었다. 고철 마을은 치안이 극악해서, ‘헌터 워리어’라는 상금 시스템이 자렘에서 제공하는 치안 유지 기능으로 작용하고 있었다. 그 모습을 본 갈리도 스스로 헌터가 되기로 하고, 이드의 반대에도 자신을 헌터로 등록한다. 그런 갈리에게 수많은 위협이 다가오고, 싸움이 이어지며 갈리는 자신이 본능적으로 화성의 전설적인 무술인 기갑술을 익히고 있다는 것을 알게 된다.
갈리는 고철 마을에서 싸움을 거듭하고 친구를 사귀며 더 많은 것을 배우게 되고, 결국 자신의 기억을 찾기 위해 고철 마을을 떠나 모험을 시작한다.

## 애니메이션
《총몽》 애니메이션은 2개의 에피소드로 이루어진 OVA으로 제작되었다. 줄거리는 만화판의 압축된 형태로 1권과 2권의 이야기를 약간 변경한 형태이다.